# Robert Nowicki
Robert Krzysztof Nowicki (ur. 13 sierpnia 1982 w Środzie Wielkopolskiej) – polski urzędnik państwowy, polityk i historyk, w latach 2019–2020 podsekretarz stanu w Ministerstwie Rozwoju.

## Życiorys
W ramach Międzywydziałowych Indywidualnych Studiów Humanistycznych na Uniwersytecie im. Adama Mickiewicza w Poznaniu studiował prawo i historię, w 2006 uzyskał magisterium na drugim z kierunków. Pracował w poznańskim oddziale Instytutu Pamięci Narodowej jako archiwista. Zajął się później prowadzeniem przedsiębiorstwa budowlanego, a także zarządzaniem projektami krajowymi i międzynarodowymi.
Od 2016 współpracował jako ekspert z Departamentem Zarządzania Projektami w Ministerstwie Rozwoju, następnie od 2017 do 2018 był zastępcą dyrektora Departamentu Innowacji w tym resorcie. Zaangażował się w działalność partii Porozumienie (należał do niej do września 2020). W lutym 2018 został szefem gabinetu politycznego minister przedsiębiorczości i technologii, zaś od listopada 2019 – minister rozwoju Jadwigi Emilewicz. Należał do rady nadzorczej spółki PL.2012+ i Agencji Rozwoju Przemysłu oraz w radzie Narodowej Agencji Wymiany Akademickiej, był też m.in. przewodniczącym krajowej delegacji do Europejskiej Agencji Kosmicznej.
5 grudnia 2019 został powołany na stanowisko podsekretarza stanu w Ministerstwie Rozwoju. Zrezygnował ze stanowiska 1 października 2020.
Po odejściu z rządu zasiadał w radzie nadzorczej Banku Gospodarstwa Krajowego. Wszedł w skład zarządu spółki Baltic Power, odpowiedzialnej za budowę pierwszej farmy wiatrowej. Był także, najpierw jako członek zarządu, a później do maja 2024 prezesem zarządu spółki Orlen Neptun, zajmującej się projektami Offshore w Grupie Orlen ora budową terminala instalacyjnego Offshore Świnoujście.

## Życie prywatne
Jest żonaty, ma dwóch synów.